# Paul Delva
Pour les articles homonymes, voir Delva.
Paul Delva, né le 13 novembre 1967 à Bruges, est un homme politique belge flamand, membre du parti CD&V.
Il est licencié en droit (KUL), licencié en droit économique (UCL) et postgradué en droit de sociétés (KUB). Il est cadre dans le secteur financier.

## Fonctions publiques
- député au Parlement flamand :
  - du 4 juillet 2007 au 7 juin 2009
  - depuis le 13 juillet 2009 (en remplacement de Brigitte Grouwels)
- député bruxellois
  - depuis le 10 juin 2014 jusqu'aux élections du 26 mai 2019
- directeur général du Centre Interdiocésain (le siège de la Conférence épiscopale de Belgique)
  - depuis le 1er septembre 2020